# 3090 Tjossem
3090 Tjossem è un asteroide della fascia principale. Scoperto nel 1982, presenta un'orbita caratterizzata da un semiasse maggiore pari a 3,1746387 UA e da un'eccentricità di 0,0788857, inclinata di 9,57521° rispetto all'eclittica.
L'asteroide è dedicato all'omonima famiglia di pionieri dello stato di Washington, amici della famiglia dello scopritore da quattro generazioni, ed in particolare a Peter Tjossem (1878-1957), mugnaio, agricoltore, paleobotanico ed entomologo amatoriale.